# Proyecto HARP

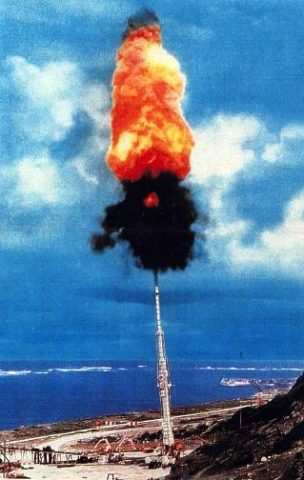
Lanzamiento correspondiente al proyecto HARP en Barbados (Coordenadas:)

El proyecto HARP, acrónimo de High Altitude Research Project (Proyecto de Investigación a Elevada Altitud) fue un proyecto conjunto del departamento de defensa de Estados Unidos y Canadá que tenía la finalidad de realizar estudios balísticos lanzando proyectiles fuera de la atmósfera terrestre mediante el empleo de cañones, evitando la utilización de cohetes. El proyecto se desarrolló entre los años 1961 y 1967, se realizaron numerosas pruebas en las que se lanzaron proyectiles que alcanzaron una altura máxima de 180 km sobre el nivel del mar y una velocidad de 2100 metros por segundo.

## Descripción
El proyecto se inició en 1961 y fue dirigido por el ingeniero canadiense Gerald Bull. Las primeras instalaciones se ubicaron cerca del Aeropuerto Internacional Grantley Adams en Barbados (13.077221°N, 59.475641°O), donde se utilizó un antiguo cañón de la armada norteamericana de 410 mm, reformado, que realizó disparos en dirección al Océano Atlántico. En 1966 se instaló otro cañón para pruebas en Yuma, Arizona, sin embargo en 1967 el proyecto fue cancelado.